# Roc (Einheit)
Das Roc (Einheitenzeichen: roc) war ein 1964 vorgeschlagene Name für die Einheit der elektrischen Leitfähigkeit im CGS-System, abgeleitet von den Anfangsbuchstaben der englischen Bezeichnung für die Einheit Ω−1·cm−1 reciprocal ohm centimeter.